# La Tour-du-Pin
La Tour-du-Pin este un oraș în Franța, sub-prefectură a departamentului Isère, în regiunea Ron-Alpi.